# Montañas Azules (Australia)
Se les conoce como Montañas Azules a una región accidentada en Nueva Gales del Sur, Australia, la cual colinda con el área metropolitana de Sídney, empezando aproximadamente a 50 kilómetros al oeste de la ciudad. Compuesta por una meseta de arenisca, hendida por una garganta de hasta 760 metros de profundidad. El punto más alto es el Monte Werong con 1.215 m. Una gran parte de las Montañas Azules forma parte del Entorno de Patrimonio Histórico de la Gran Área de las Montañas Azules, que consta de ocho parques nacionales y una zona de conservación.
En el área de Montañas Azules se incluyen los gobiernos locales de Blue Mountains, Hawkesbury, Lithgow y Oberon.

## Historia

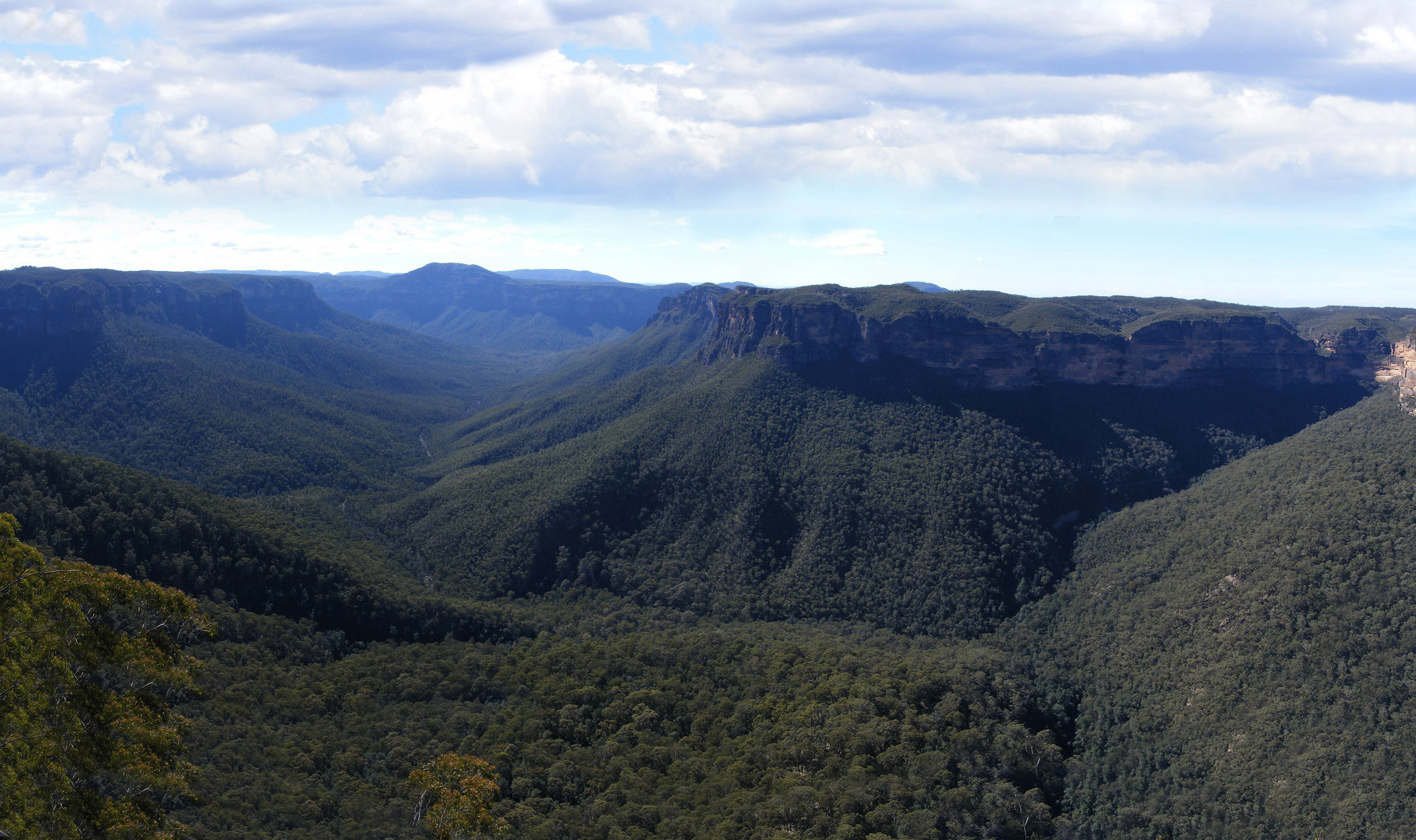
La característica neblina azul, desde el valle Grose.

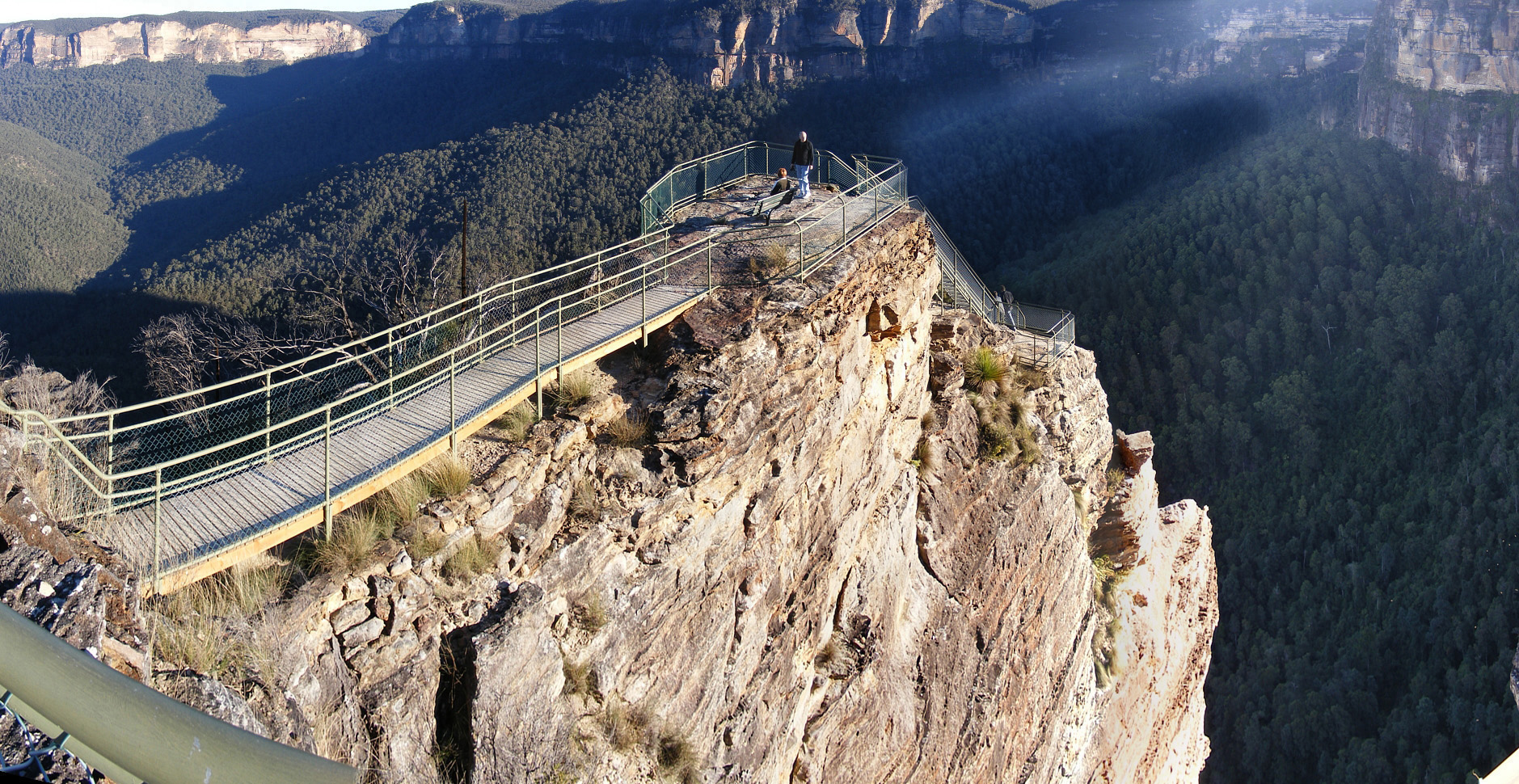
Roca púlpito, Valle Grose.

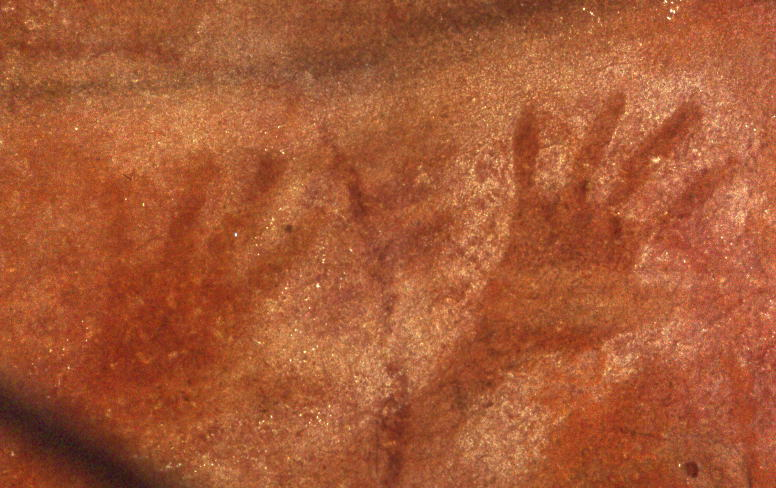
Plantillas a mano aborígenes en la Cueva de manos rojas, cerca de Glenbrook.

Las Montañas Azules estuvieron habitadas durante milenios antes de la colonización europea en 1788. La Cueva de Manos Rojas (Red Hands), cerca de Glenbrook, por ejemplo, es un refugio de roca que contiene plantillas de manos de adultos y niños. En el lado sur de Queen Elizabeth Drive, en Wentworth Falls, los arqueólogos han descubierto elementos de industria lítica usados para hacer punzones de piedra.
Los colonizadores europeos inicialmente consideraron la sierra como impenetrable. La idea era, hasta cierto punto, conveniente para algunas autoridades locales, quienes creían que las "insuperables" barreras de las montañas disuadirían a los convictos de tratar de escapar.
Un exconvicto fue el primer europeo que se conoce que cruzó las Montañas Azules. Después de haber sido liberado se fue al bosque, vivió entre los aborígenes e incluso sirvió como intermediario entre ellos y los colonizadores. Este hombre regresó a Sídney y sus descripciones y observaciones fueron bastante acertadas.

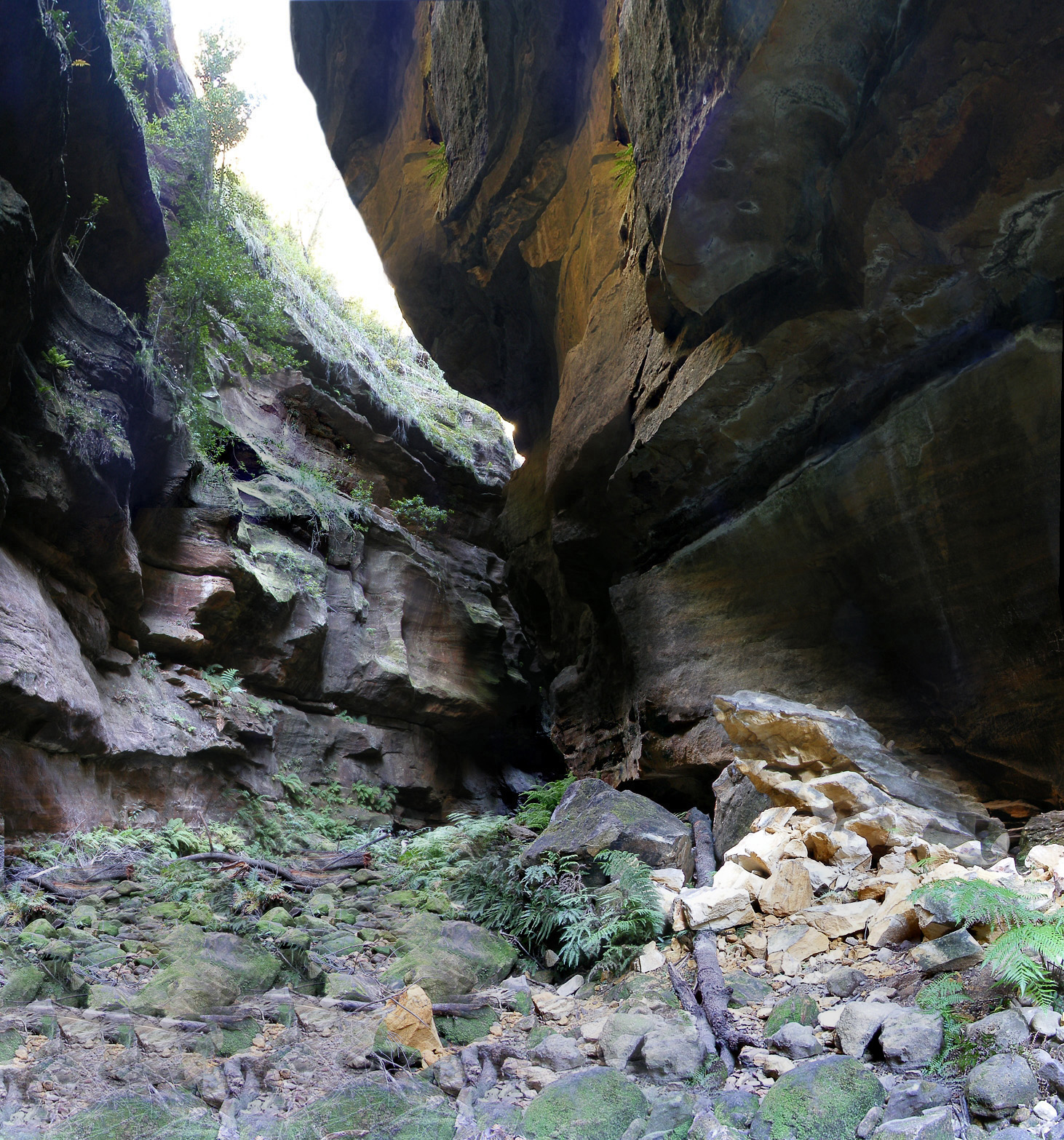
Neates Glen, afuera de Blackheath.

El gobernador de esa época quedó impresionado con las habilidades del exconvicto y lo mandó en una expedición con otros. El exconvicto fue muerto por los aborígenes después de que hubiese raptado una de sus mujeres para su disfrute personal. 
Entre 1798 y 1813, se hicieron varios viajes de exploraciones a las montañas incluyendo lo que ahora es el parque nacional Kanangra-Boyd. El reconocimiento oficial por cruzar las Montañas Azules acabaría siendo otorgado a otros exploradores. En su regreso a Sídney, ellos fueron recompensados por el gobernador con una concesión de 1000 acres (4 km²) de tierra.
En 1815 se terminó de construir un camino.

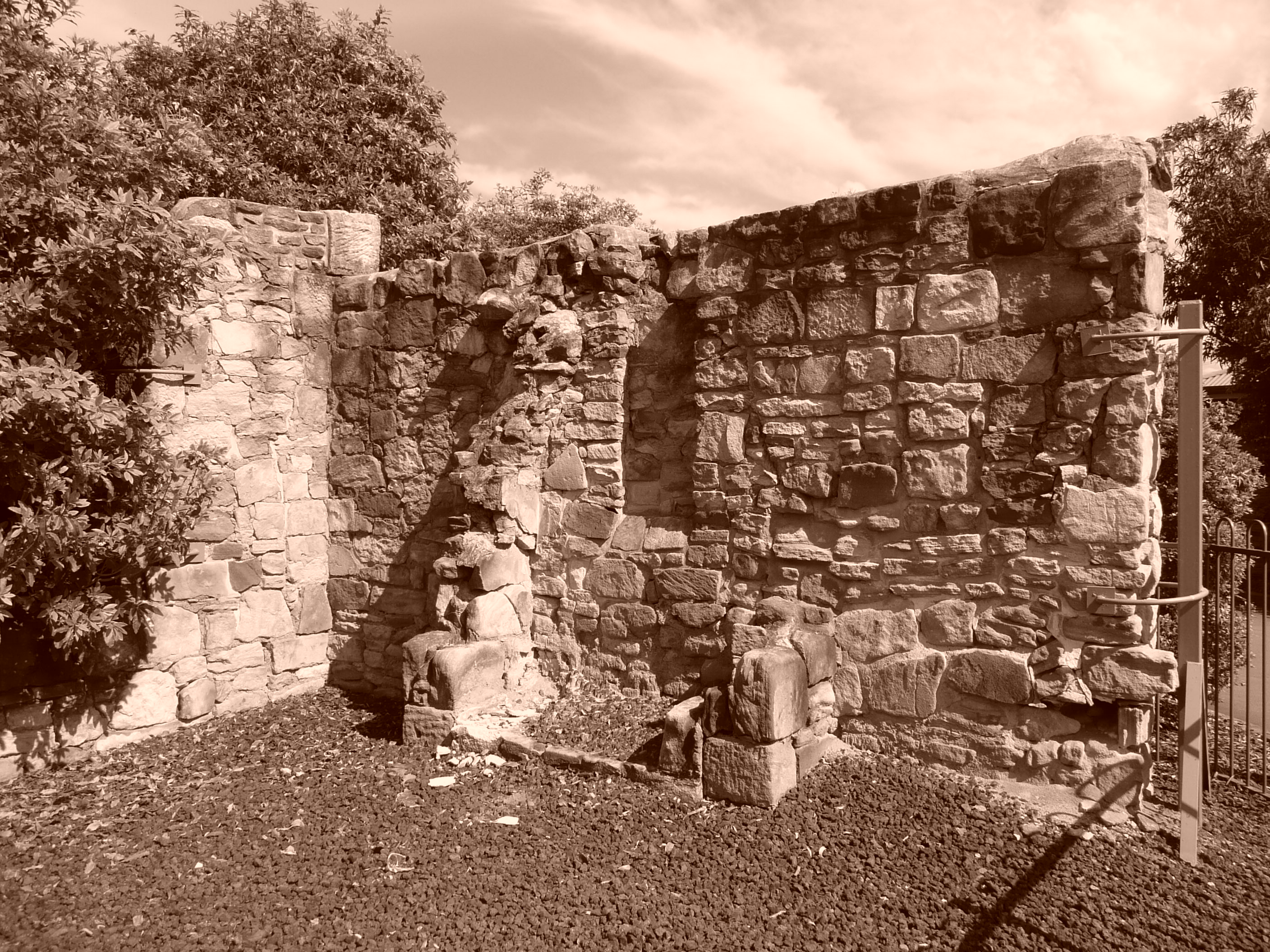
Restos de un albergue, circa 1825, Blaxland.

Como las Montañas Azules son ricas en carbón y esquisto, la explotación minera de esos recursos empezó no mucho tiempo después de la construcción del primer camino. Se explotó una mina de esquisto, y se desarrollaron otras operaciones en algunos lugares. La minería de esquistos fracasó a largo plazo porque no era viable financieramente.

## Nombre
El área tuvo varios nombres, sin embargo el de Montañas Azules fue el que se prefirió y se deriva del tono azul que la cordillera toma cuando se ve a distancia. El tono es causado por dispersión de Mie la cual ocurre cuando la radiación ultravioleta se dispersa dentro de la atmósfera creando un color azul-grisáceo a cualquier punto de distancia, incluyendo montañas y nubes.[cita requerida] Mucha gente piensa, erróneamente, que se crea por el reflejo de las hojas de eucalipto.[cita requerida]

## Geografía
La vegetación natural de los cresta más altos es el bosque de eucaliptos. La vegetación de tipo brezal se presenta en los bordes de la meseta arriba de los riscos. Los gargantas abrigadas con frecuencia tienen bosques templados húmedos.  Hay también muchos pantanos con juncos y suelos gruesos, profundos y negros. Wollemia nobilis, el "Pino Wollemi", una reliquia de la primera vegetación de Gondwana, se encuentra en remotos y aislados valles de parque nacional Wollemi.

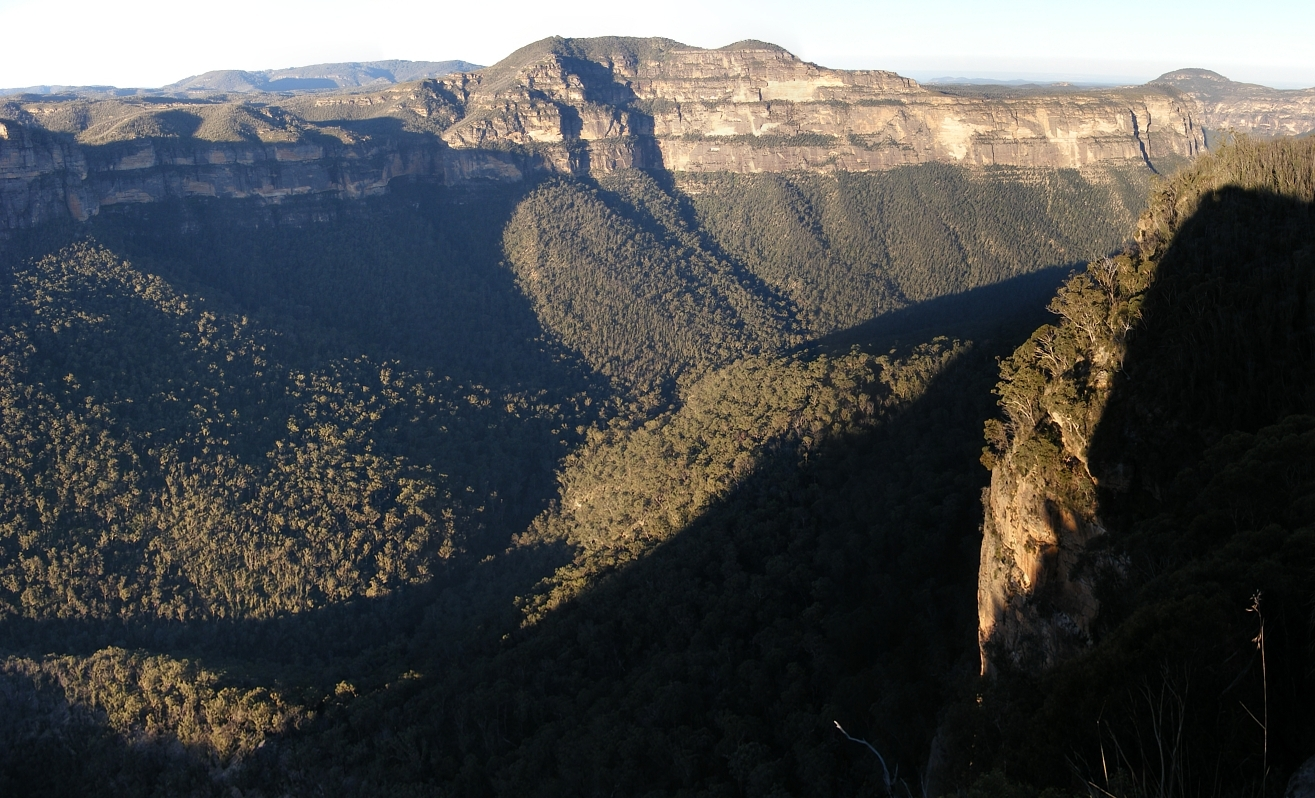
Grose Valley Perry's Lookdown.

El clima varía con la altitud. En Katoomba (1.010 m) las temperaturas en verano en el día son usualmente de 20 °C con unos pocos días subiendo hasta los 30 °C.  Las temperaturas usualmente son frescas. En invierno la temperatura es típicamente de 12 o 13 °C en el día −3 °C más o menos en las noches claras y de 2 a 3 °C en las noches nubladas. Hay dos o tres nevadas por año. En las montañas más bajas, sin embargo, el clima es significantemente menos frío. La lluvia anual es de aproximadamente 1.200 mm con muchos días de niebla.

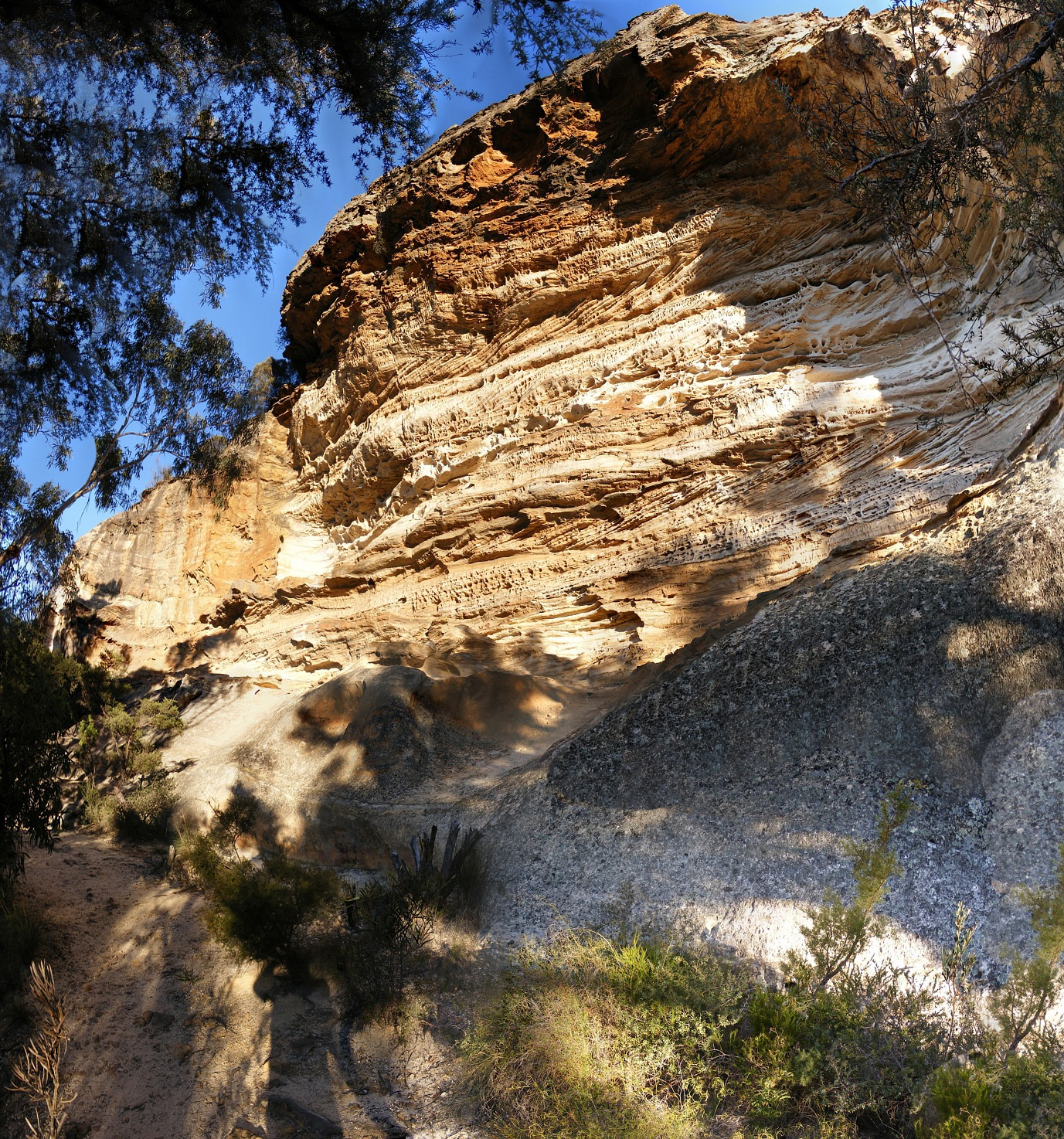
Cueva erosionada por el viento, Grose Valley, parque nacional Montañas Azules.

Los principales desastres naturales que afligen el área son los severos incendios forestales y tormentas. Un programa de quema en invierno parece haber sido totalmente exitoso en reducir los incendios en las montañas altas.

## Patrimonio de la Humanidad
La Región de las Montañas Azules fue nombrada como Patrimonio de la Humanidad en 2000. El área total cubre, incluyendo los parques nacionales de las Montañas Azules, Kanangra-Boyd, Wollemi, Jardines de Piedra (Gardens of Stone), Yengo, Nattai y Lagos Thirlmere, además de la Reserva de Conservación Cárstica Cuevas Jenolan (Jenolan Caves Karst Conservation Reserve).
La razón por la cual el sitio fue elegido en la lista de Patrimonio de la Humanidad es la siguiente:

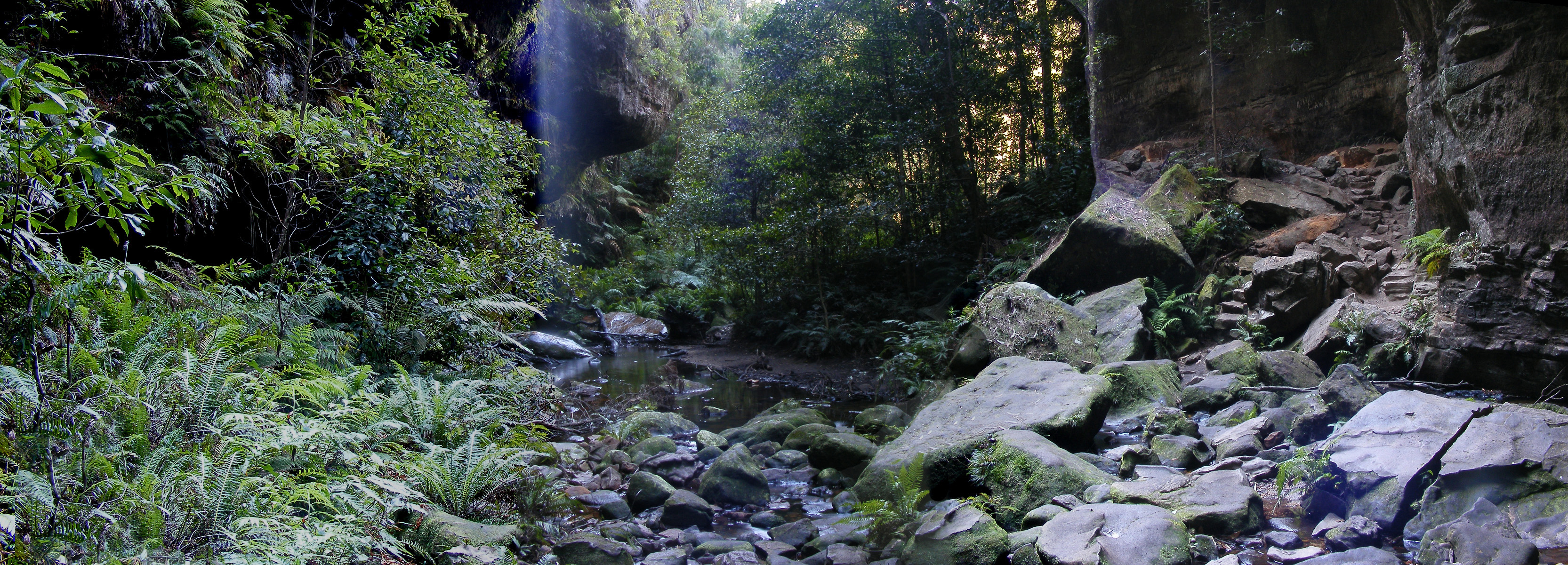
Camino peatonal Neates Glen.

"Criterios (ii) y (iv): La vegetación de Eucaliptos de Australia es digna de reconocimiento de notable valor universal, por su adaptabilidad y evolución en el aislamiento en post-Gondwana. El sitio contiene una amplia y balanceada representación de hábitats de Eucaliptos desde los húmedos y esclerófilos secos, brezales de mallee, así como pantanos, humedales, y herbazales. 90 taxones de eucaliptos (13% del total global) y representación de todos los cuatro grupos de eucaliptos se encuentran. Hay también un alto nivel de endemismo con 114 taxones encontrados en el área así como 120 plantas raras y amenazadas. Este sitio hospeda algunas especies reliquias (Wollemia, Microstrobos, Acrophyllum) las cuales han persistido en micro sitios altamente restringidos."

## Atracciones turísticas

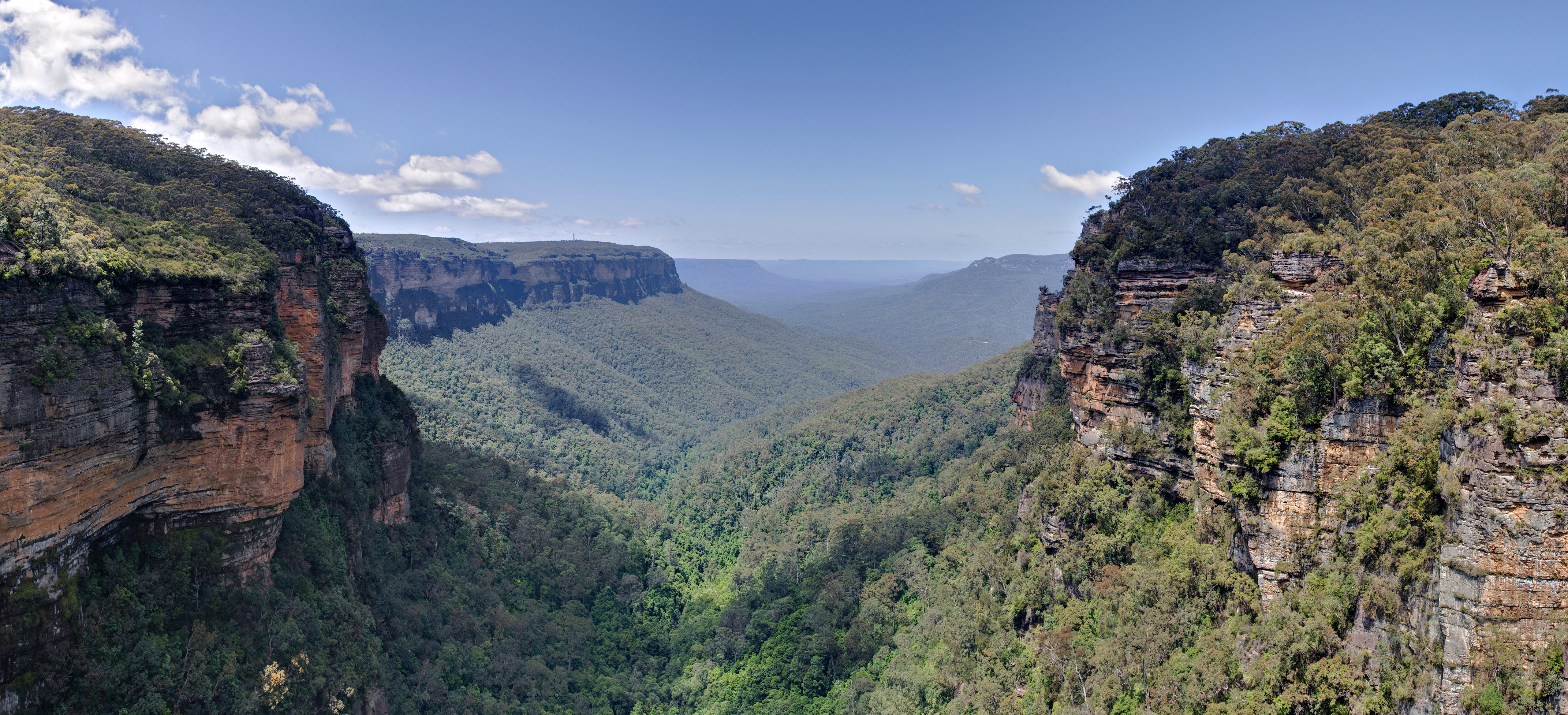
Una vista panorámica del Valle Jamison.

- La Escalera gigante (Giant Staircase), un camino peatonal que baja a un risco en el Valle Jamison, cerca de las Tres hermanas, dando acceso a caminos naturales a través del valle.[13]
- El  Ferrocarril Pintoresco Katoomba (Katoomba Scenic Railway), el más abrupto ferrocarril en el mundo de acuerdo al Libro Guinness de récords mundiales, y originalmente parte de las vías férreas de las minas de Katoomba.  El cable de la línea del tren desciende 415 a por los riscos de arenisca, a través de un túnel de roca con un máximo gradiente de 52 grados. También en este lugar está el Scenic Skyway un carro de vidrio de cable aéreo que atraviesa un brazo del Valle Jamison, y el Scenic Flyway, el más abrupto carro de cable aéreo en Australia.
- Las Cuevas Jenolan, un conjunto de cuevas de piedra caliza caves al sureste de Katoomba.
- El Ferrocarril Zig Zag: Un ferrocarril propulsado a vapor cerca de Lithgow.
- Museo Valley Heights Locomotive Depot Heritage.
- El Museo de juguetes en Leura.
- El Cinema del Borde (Edge Cinema) ofrece a los visitantes una vista panorámica de las Montañas Azules.
- La Galería y museo de Norman Lindsay en Faulconbridge, administrados por la Fondo Nacional de Australia y está localizada adentro de la antigua estancia de  Norman Lindsay, Springwood.

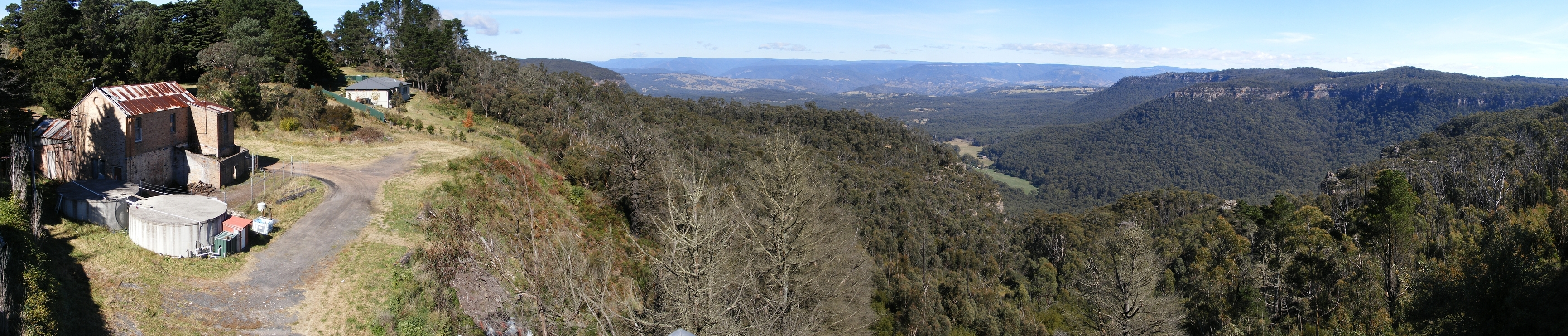
Una vista de Hotel Hydro Majestic, Medlow Bath, con la Meseta Shipley a la derecha.